# Abraham Arden Brill
Abraham Arden Brill   (Kańczuga, 12 d'octubre de 1874 - Nova York, 2 de març de 1948) va ser un psiquiatre nascut a Àustria que va passar gran part de la seva vida als Estats Units. Va ser el primer psicoanalista en practicar la psicoanàlisi als Estats Units i el primer traductor a l'anglès de l'obra de Freud.

## Biografia
Brill nasqué a Kańczuga (Galizia austriaca). Arribà tot sol als Estats Units i sense un centau als 15 anys. Treballà per finançar-se els seus estudis, i finalment es va graduar a la Universitat de Nova York el 1901 i obtingué el M.D. de la Columbia University el 1903. Ernest Jones va comentar amb admiració: "Se'n podria dir que ell era un diamant en brut, però sense dubte era un diamant". Brill passà 4 anys treballant al Central Islip State Hospital de Long Island.
Després de treballar amb Eugen Bleuler a Zúric, Suïssa, es trobà amb Freud, amb qui mantingué correspondència. Tornà als Estats Units el 1908, traduí també les obres de Jung.
Encara que havia simpatitzat amb els homosexuals, va revisar el seu punt de vista i el 1940 va escriure que "els invertits no estan totalment lliures de trets paranoides".
E. L. Bernays consultà amb Brill el tema de les dones que fumaven.

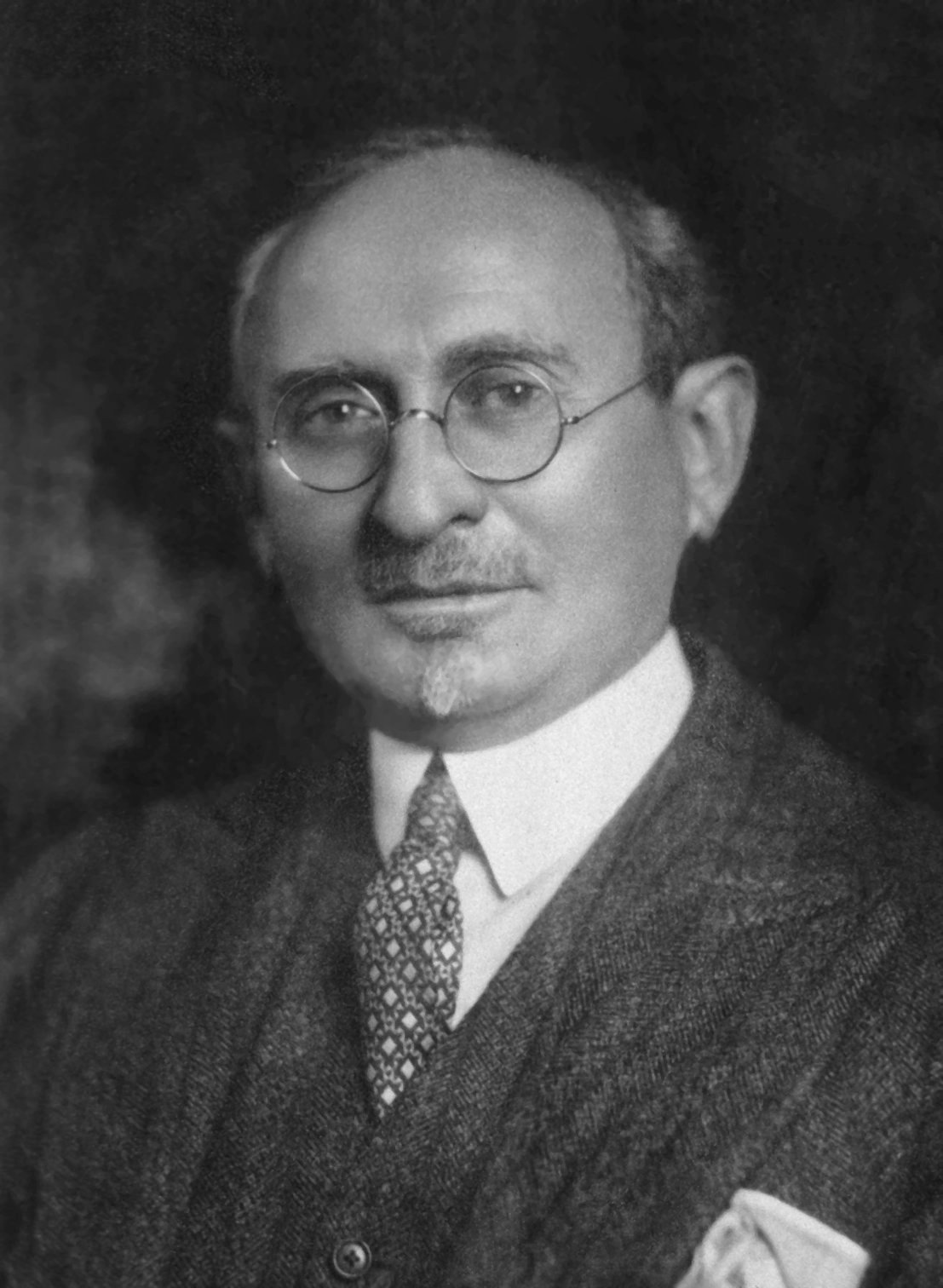
Abraham A. Brill. (edat més madura)

## Publicacions
- Psychoanalysis: Its Theories and Practical Application (1912), edició Freeman Press 2009, ISBN 978-1-4446-4756-3
- Fundamental Conceptions of Psychoanalysis (1921), edició BiblioBazaar 2009, ISBN 978-1-113-73130-2
- Freud's Contribution to Psychiatry (1944)
- Lectures on Psychoanalytic Psychiatry (1946)
- Freud's principles of psychoanalysis (Basic principles of psychoanalysis) introd. de Philip R. Lehrman (1949)

Traduccions de Freud
- Selected Papers on Hysteria (1909)
- Three Contributions to the Theory of Sex (1910)
- The Interpretation of Dreams (1913)
- Wit and Its Relation to the Unconscious. New York, 1916
- Totem and Taboo. Nova York: 1919
- Studies in Hysteria (1937)
- The basic writings. Nova York: Modern Library, 1938
- The interpretation of dreams. Nova York: Macmillan, 1939 (1ª ed. 1913; edició basada en revisions de 1915 de la 3ª ed. (1911). Introducció i notes de Daniel T. O'Hara & Gina Masucci MacKenzie, NY: Barnes & Noble, 2005, ISBN 978-1-59308-298-7
- The Psychopathology of Everyday Life

Traduccions de Jung
- Psychology of Dementia Praecox

Traduccions d'Eugen Bleuler
- Textbook of Psychiatry. 1951